# Operacija Kiša
Operacija Kiša, vojna operacija velikosrpskih snaga (Srpska vojska Krajine) u Domovinskom ratu. Poduzeli su ju rujna 1993. godine. S okupiranih područja se tenkovima i pješaštvo napali karlovačko predgrađe Turanj. Hrvatska obrana odbila je napad. Frustrirani zbog neuspjeha i nemoći, pobunjeni Srbi granatirali su civilne ciljeve.
Rujanski napad nije bio izolirani, jer je 4. rujna 1993. je diverzantska grupa SVK uz topničku pripremu, napala posebnu postrojbu MUP-a na Debeloj glavi, ubili i masakrirali dvojicu, a trojicu ranili. Pobunjeni Srbi su planirali napad na Gospić 9. rujna 1993. godine. Mislilo se na prvu da je to bila srpska reakcija na očigledne hrvatske pripreme za operaciju Medački džep, no već prije nje, a poslije operacije Maslenice izvodili su pobunjeni Srbi manje diverzantsko-terorističke prepade. Prije operacije HV u Medačkom džepu bilo je pet većih prijepada: 7. srpnja kod Bilaja, 8. srpnja na području Ornica – Jasikovca, 22. srpnja na cesti između Otočca i Jovića te napadi 30. i 31. kolovoza. Tu je pokušaj upada ID-grupe u područje koje je okruživalo Divoselo – prema Podklisi i, dalje, prema cesti Gospić – Karlobag. Planirali su i zauzimanje Podklise. Dok je srpska vojska napala Turanj, i planirala napad i okupaciju Gospića (9. rujna 1993.), Armija Bosne i Hercegovine u isto je vrijeme planirala pokrenuti operaciju Neretva 93 kojm bi preko Mostara dolinom Neretve stigli do mora. Trebala je početi također 9. svibnja 1993. u isti sat. Zahvaljujući obavještajnim službama HV, ponajprije Središnjici elektroničkog izviđanja, pomrsili su im račune.